# Kuno Petsch
Kuno Petsch (* 13. September 1923 in Tabarz; † 1967 in Ost-Berlin) war ein deutscher Komponist.

## Leben
Nach dem Abitur war er als Lehrer und Schuldirektor tätig, wirkte gleichzeitig als Leiter von Chören, Instrumentalgruppen und eines Kammerorchesters. 1956–1958 war Petsch in der DDR geschäftsführender Redakteur der Zeitschrift „Musik in der Schule“ und wirkte ab 1958 als freischaffender Komponist in Ost-Berlin. Bereits 1967 verstarb er im Alter von 43 Jahren.

## Werke

### Orchesterwerke
- Auf zur Tat. Festliche Musik für großes Orchester, 1948
- 2 Suiten für Orchester, 1948, 1952
- Manöver. Suite für Blasorchester, 1965
- Konzertante Suite für Flöte und Orchester, 1965

### Kammermusik
- Partita für Altflöte und Klavier, 1949
- Divertimento für zwei Klaviere, 1950
- Aus der Spielzeugkiste. Suite, 1960
- Till Eulenspiegel. Suite, 1960
- Vom tapferen Schneiderlein. Suite, 1963

### Bühnenwerke
- 2 Schauspielmusiken, 1948
- Des Kaisers neue Kleider. Fernsehballett, 1963
- mehrere Ballettszenen und Einakter
- Film- und Fernsehmusiken

### Vokalwerke
- Sechs Chöre nach Gedichten von Hermann Hesse, 1950
- Stimmen im Schilf. Lenau-Lieder für Bariton, Flöte und Klavier, 1950
- Deutscher Reigen. Kantate für Chor und Volksinstrumenten-Orchester, 1954
- Heimat. Für Chor und Klavier. Text: Günther Deicke, 1956
- Da erwachte der Knecht. Kantate für Alt, Bariton, Chor, Orchester und Sprecher, 1959
- Die Ernte reift an der Oder. Szenisches Oratorium für Soli, Chor, Orchester, Tänzer und Sprecher, 1962
- Einmal um die Erde und zurück. Kantate für Soli, Chor und Orchester, 1965
- Wir, die Hausherren von morgen. Kantate, 1965
- weitere Chöre, Jugend- und Massenlieder

## Artikel und Aufsätze
- Musikalische Satztechnik im Vokalsatz, 1955
- Die Bildung des Geschmacks, eine wichtige Aufgabe der Schulmusik (in: Musik in der Schule 6/1956)
- Kunst in der Offensive (in: Musik in der Schule 1/1958)
- Das Musikhören (in: Musik und Gesellschaft 5/1958)
- Die musikalische Arbeit mit Kindern und Jugendlichen (in: 1/1959)
- Beiträge zum Kapitel „Volksmusik und Laienmusizieren“ (in: Das Musikleben in der DDR, 1959)

| Personendaten    | Personendaten       |
| ---------------- | ------------------- |
| NAME             | Petsch, Kuno        |
| KURZBESCHREIBUNG | deutscher Komponist |
| GEBURTSDATUM     | 13. September 1923  |
| GEBURTSORT       | Tabarz              |
| STERBEDATUM      | 1967                |
| STERBEORT        | Ost-Berlin          |